# كأس أنغولا 2012
كأس أنغولا 2012 هو موسم من كأس أنغولا. كان عدد الأندية المشاركة فيه 20، وفاز فيه بترو إتليتيكو.